# پیراسارگپه‌ها
پیراسارگپه‌ها (نام علمی: Parabuteo) نام یک سرده از تیره عقابیان است.

## گونه‌ها
- Harris's hawk (Parabuteo unicinctus)
- White-rumped hawk (Parabuteo leucorrhous)